# Gyugyavar
Gyugyavar är en ort i Azerbajdzjan.   Den ligger i distriktet Jardymly, i den södra delen av landet, 200 km sydväst om huvudstaden Baku. Gyugyavar ligger 622 meter över havet och antalet invånare är 595.
Terrängen runt Gyugyavar är kuperad, och sluttar österut. Närmaste större samhälle är Arkewan, 16,6 km öster om Gyugyavar. 
Omgivningarna runt Gyugyavar är en mosaik av jordbruksmark och naturlig växtlighet. Runt Gyugyavar är det ganska tätbefolkat, med 149 invånare per kvadratkilometer.